# Bombardeo de Sergivka
El bombardeo de Sergivka ocurrió el 1 de julio de 2022, a la 01:00 a. m. (UTC+3), cuando un misil ruso impactó en un edificio residencial y dos misiles más impactaron en un centro recreativo, todo en la ciudad de Sergivka, en el raión de Bíljorod-Dnistrovski, al suroeste del óblast de Odesa. El ataque con misiles mató al menos a 21 personas (incluido un niño de 12 años). El evento tiene indicios de un crimen de guerra. El 2 de julio fue declarado día de luto en el óblast.

## Curso de los eventos
Según información preliminar, tres aviones Túpolev Tu-22M de la Fuerza Aérea de Rusia volaron desde el óblast de Volgogrado a Crimea, y después de 1.200 kilómetros dispararon tres Kh-22, misiles antibuque supersónicos diseñados para su uso contra aviones. transportistas, en dirección al raión de Bíljorod-Dnistrovski hasta el pueblo turístico de Sergivka.
Un misil golpeó un edificio residencial de 9 pisos, destruyendo completamente una sección. El fuego se propagó desde el edificio de apartamentos hasta la tienda adjunta.
El segundo misil golpeó un centro de recreación en el raión de Bíljorod-Dnistrovski. El fuego no comenzó en el centro recreativo.
Como resultado de estos ataques, un centro de rehabilitación para niños administrado por el gobierno de Moldavia en el pueblo fue atacado. Uno de sus trabajadores murió y otros cinco resultaron heridos.

## Víctimas
Según datos preliminares, al menos 16 civiles ucranianos murieron en el edificio residencial y al menos 5 (incluido un niño de 12 años) en el centro recreativo. 38 resultaron heridos (incluidos 6 niños). Además de personas, también han muerto mascotas.

## Reacciones
El 2 de julio fue declarado día de luto en el óblast. El Ministerio de Relaciones Exteriores e Integración Europea de Moldavia condenó el ataque y dio información sobre los daños que había sufrido el centro de rehabilitación moldavo-ucraniano. Rumania también condenó el ataque y dijo que las autoridades rumanas estarían en contacto con sus socios moldavos.

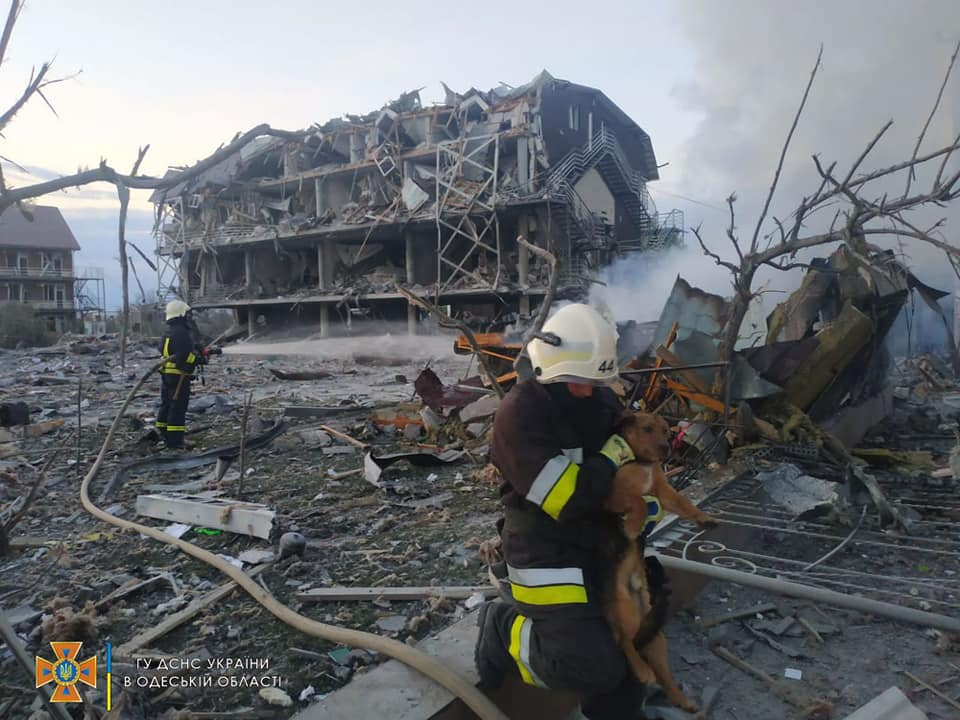
Destrucción rusa de otro centro recreativo ucraniano en raión de Bilhorod-Dnistrovskyi el 9 de mayo de 2022.

El presidente ucraniano Volodímir Zelenski acusó a Rusia de haber cometido "un acto de terror ruso consciente y deliberadamente dirigido, y no algún tipo de error". golpear un objeto civil: "Estos misiles, Kh-22, fueron diseñados para destruir portaaviones y otros grandes buques de guerra, y el ejército ruso los usó contra un edificio ordinario de nueve pisos con civiles comunes".
El representante oficial de Alemania, Steffen Hebestreit, describió el ataque con misiles como un crimen de guerra "inhumano y cínico".
Un portavoz de la presidencia rusa, Dmitri Peskov, negó que Rusia estuviera atacando bienes civiles en Ucrania y dijo que los edificios atacados se usaron con fines militares. Amnistía Internacional visitó los lugares y estudió las imágenes de satélite, y no encontró pruebas de que los edificios atacados fueran utilizados por militares.